# موسيقى العالم

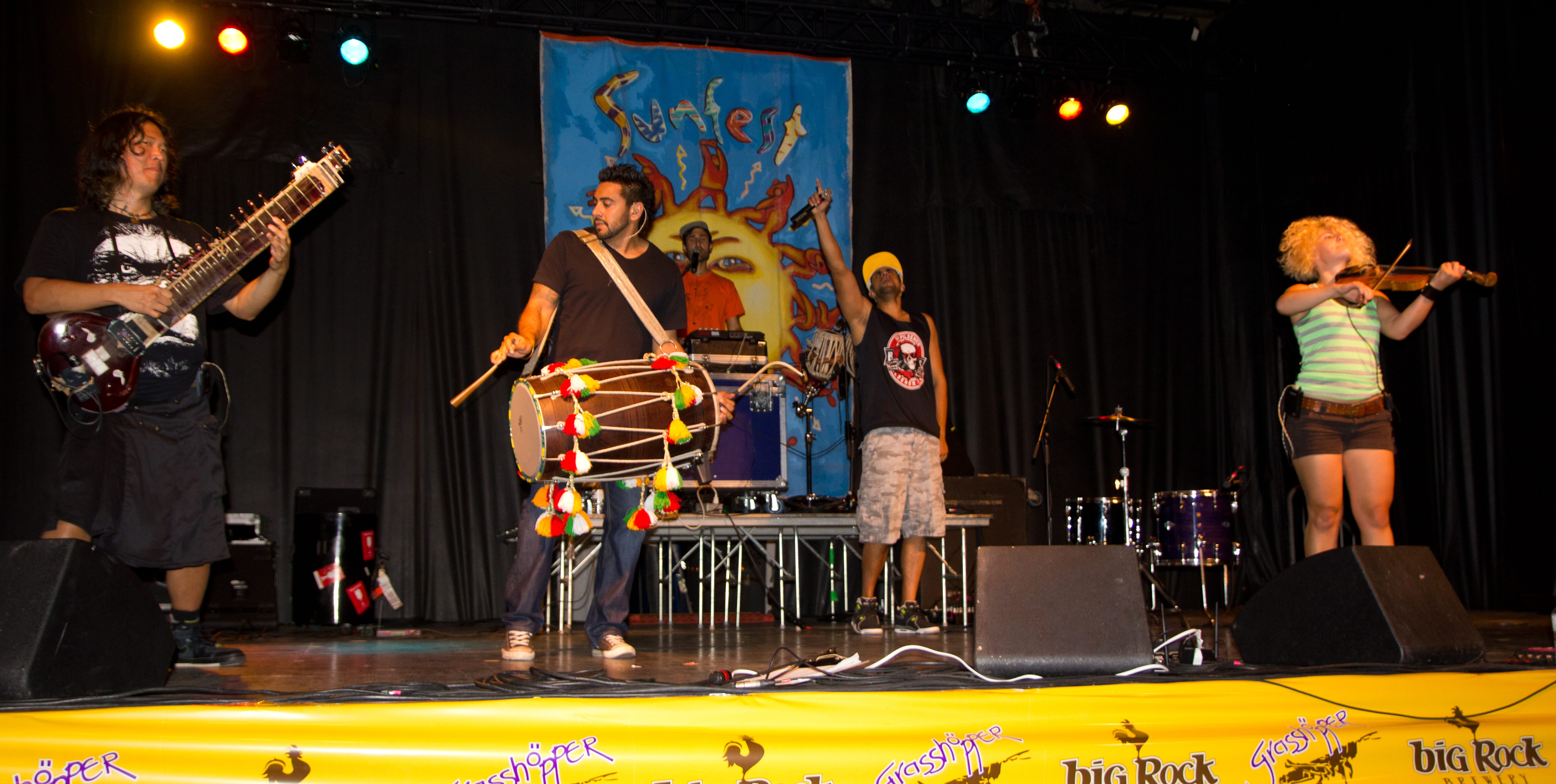

موسيقى العالم (باللغة الإنجليزية World Music) نوع من الموسيقى والغناء والرقص ذات بعد عالمي، وتضم مجموعة كبيرة من الموسيقى الفولكلورية والقومية لمختلف البلدان والشعوب والقوميات.
وقد تكون موسيقى العالم متأثرا أو ممزوجا بعناصر البوب أو الروك أو الفولك أو الموسيقى الكلاسيكية، وحتى موسيقى الجاز والراب والموسيقى الإلكترونية مع الحفاظ على العناصر الأساسية للموسيقى والآلات التقليدية للشعوب. هذا الخلط بين العناصر التقليدية لموسيقى العالم والعناصر الحديثة تعرف أيضا بموسيقى الدمج (Fusion Music).
ظهر المصطلح في ثمانينيات القرن ال20 كفئة تسويقية لفتح المجال للأنماط القادمة بالأخص من أفريقيا، آسيا، أمريكا اللاتينية والشرق الأوسط وتسهيل التركيز عليها وتسويقها في الأسواق العالمية. وأحد أهم الأسباب أيضا لطرح المصطلح كان استبدال التسميات السابقة مثل "الموسيقى الإثنية" او "العرقية" أو "الفولكلورية", وهي تسميات اعتبرت غير دقيقة، بل حتى غير منصفة وتحمل دلالات سلبية في بعض الأحيان. [8][9]
تاريخ المصطلح
يُنسب المصطلح إلى العالم والباحث في موسيقى الشعوب روبرت إي. براون، الذي طرح المصطلح في أوائل الستينيات في جامعة ويسليان بولاية كونيتيكت، حيث طور برامج تعليمية من المرحلة الجامعية حتى الدكتوراه في هذا التخصص. ولتعزيز عملية التعلم، قام بدعوة أكثر من عشرة فنانين زائرين من أفريقيا وآسيا وأطلق سلسلة حفلات للموسيقى العالمية.
وتم اعتماد المصطلح في ثمانينيات القرن الماضي كأداة تسويقية أكثر منه تصنيفًا فنيًا أو أكاديميًا. الشركات الموسيقية الغربية، وفي مقدمتها مجموعة من الشركات البريطانية المستقلة، اجتمعت عام 1987 لخلق هذه الفئة التجارية التي تسهل عملية تسويق وتوزيع الموسيقى من أفريقيا وآسيا وأمريكا اللاتينية والشرق الأوسط في الأسواق الغربية. كانت النية المعلنة نبيلة - إتاحة هذه الموسيقى للجمهور الغربي - لكن النتائج جاءت محملة بإشكاليات عميقة. [8][9]
عناصر وأنماط
- استخدام آلات محلية مثل الكورا (غرب إفريقيا)، السيتار (الهند)، أو الديدجيريدو (أستراليا). 
- الموسيقى المرتبطة بالتقاليد العرقية والطقوس والحكايات الشعبية (مثل موسيقى الجملان الإندونيسية أو الفلامنكو الإسباني).
- اللغة وتقنيات الغناء: كلمات الأغاني بلغات محلية وتقنيات صوتية خاصة (مثل غناء الحنجرة التوفاني).
-  التنوع الإيقاعي واللحني: إيقاعات مركبة وسلالم موسيقية غير غربية (مثل المقام الشرقي أو الراغا الهندي).
-  الارتجال والتقاليد الشفهية: عدم الحاجة أحيانا الى التدوين الموسيقي والنوتة وتعلم الأداء بحسب التقاليد الخاصة بالموسيقى (مثل موسيقى الجريوت الأفريقية أو التقاسيم في الموسيقى العربية).
- الدمج مع أنماط موسيقى غربية: مزيج من الموسيقى الشعبية والجاز أو الموسيقى الإلكترونية (الأفروبيت أو الجاز اللاتيني).
- تعاون عالمي ومشاريع موسيقية عابرة للثقافات. والأمثلة على ذلك عديدة، نذكر منها ألبوم بول سمون 
```
.A Real World Recorded. وفي هذا السياق يمكن الاطلاع على وثائقي بيتر غابرييل Graceland
```

[14][25]
السياقات التاريخية السياسية الاجتماعية والثقافية
في عالم تتشابك فيه الثقافات وتتصادم الهويات، ظهر مصطلح "موسيقى العالم" كحلقة وصل مثيرة للجدل بين الشرق والغرب، بين ما تم تسميته لاحقا بالأصالة مقابل العولمة. هذا المصطلح الذي بدأ كتصنيف تسويقي بسيط، تحول مع الوقت إلى مرآة تعكس تاريخاً طويلاً من التبادلات غير المتكافئة بين الشعوب، وصراعاً خفياً حول من يملك الحق في تعريف هوية الآخر الموسيقي.
-  البدايات: يمكن القول بأن البذور الأولى لمفهوم "موسيقى العالم" تعود إلى القرن التاسع عشر، حين بدأ المستعمرون الأوروبيون في توثيق الألحان المحلية في أفريقيا وآسيا والأميركتين. كانت هذه التسجيلات، في كثير من الأحيان، جزءًا من مشاريع أنثروبولوجية تهدف إلى دراسة "الشعوب البدائية"، وفقًا للنظرة الاستعمارية آنذاك.
إحدى المحطات المبكرة كانت في عام 1889، عندما سُجلت عروض "الجملان" الإندونيسي في معرض باريس الدولي. بالنسبة للأوروبيين، كانت هذه الألحان مجرد ظاهرة غريبة، لكنها فتحت الباب لاحقًا أمام اندماجها في الموسيقى الكلاسيكية الغربية، كما في أعمال الملحن الفرنسي كلود ديبوسي الذي تأثر بإيقاعات الجملان.[6][7]
- الحرب الباردة: في منتصف القرن العشرين، تحولت الموسيقى إلى أداة للقوة الناعمة. استضافت الولايات المتحدة فنانين من العالم الثالث، مثل عازف السيتار الهندي رافي شانكار، والمغنية الجنوب أفريقية ميريام ماكيبا، كجزء من حملة لتعزيز صورة الغرب في مواجهة الشيوعية. بينما استخدم السوفييت فرقاً موسيقية من جمهوريات آسيا الوسطى لإظهار "التعايش السلمي بين الشعوب" في الاتحاد السوفيتي. في هذا السياق، بدأت تظهر أولى أشكال التبادل الموسيقي الحقيقي، وإن كان لا يزال محكوماً بالأجندات السياسية للقوى العظمى بالوقت نفسه، بدأ فنانون غربيون، مثل فريق البيتلز، في دمج عناصر من الموسيقى الهندية والشرقية في أعمالهم، مما ساهم في تعريف الجماهير الغربية على ألحان كانت تعتبر غريبة.[6][7]
- مرحلة اعتماد تصنيف "موسيقى العالم" في لقاء عام لشركات صناعة الموسيقى عام 1987 الذي سنفصل فيه.
اجتماع 1987
في عام 1987، عُقد اجتماع مهم في صناعة الموسيقى بعد أن أصدر بول سيمون ألبومًا متأثرًا بموسيقى جنوب أفريقيا. في 29 حزيران 1987، اجتمعت مجموعة من الأطراف المعنية لاستثمار فرص تسويق الموسيقى الشعبية غير الغربية. كان سيمون قد أصدر ألبوم "غريسلاند" المتأثر بموسيقى العالم في 1987، حيث استوحى فكرة الألبوم من التعبير عن رؤيته الفنية باستخدام الأصوات التي أحبها أثناء استماعه لفنانين من جنوب أفريقيا مثل "ليديزميث بلاك مامبازو" و"سافوكا".[12] ساهم هذا العمل، إلى جانب أعمال بيتر غابرييل وجوني كليغ وغيرهم، في تعريف جمهور أوسع على الموسيقى غير الغربية، مما شكل فرصة تسويقية. [19]
في خطوة غير مسبوقة، تنسقت جميع شركات إنتاج موسيقى العالم معًا لإصدار شريط تجميعي خاص بمجلة "إن إم إي" الموسيقية. بلغت مدة الشريط ٩٠ دقيقة، واحتوت كل نسخة على كتالوج مصغر يعرض الإصدارات الأخرى المتاحة. [15]
أثناء الاجتماع الثاني، اتضح أن الحملة الناجحة تحتاج إلى مسؤول إعلامي متفرغ. كان دوره يتمثل في إدارة المواعيد النهائية المختلفة وترويج الموسيقى كفكرة - ليس فقط للمحطات الوطنية، ولكن أيضًا لديجيهات المناطق الذين يسعون لتنويع محتواهم الموسيقي. واعتُبر الديجيهات عنصرًا أساسيًا لجعل "موسيقى العالم" مهمة خارج لندن، حيث تمتلك معظم المناطق تراثًا موسيقيًا مماثلاً يمكن الاستفادة منه. كانت حملة التوزيع المنشورات طريقة فعالة من حيث التكلفة لتحقيق ذلك.
أدرك رواد المبادرة أن أي تصنيف موسيقي حقيقي يحتاج إلى مؤشرات مبيعات دقيقة. وهكذا بدأت عملية شاقة لجمع بيانات المبيعات من عشرات المتاجر الموسيقية المنتشرة في أنحاء البلاد، بهدف تتبع حركة هذه الموسيقى وتحديد الأعمال الأكثر انتشاراً. كانت النتيجة مذهلة: ولادة أول قائمة مبيعات متخصصة في هذا النوع الموسيقي، والتي وجدت طريقها إلى صفحات أبرز المجلات المتخصصة. بل نجحوا في إقناع أحد أشهر مقدمي البرامج الموسيقية بتخصيص مساحة في برنامجه الأسبوعي لعرض هذا التصنيف الجديد بانتظام. ووافقت مجلة "إن إم إي" مرة أخرى في نشر التصنيف، بالإضافة إلى "ميوزك ويك" ومجلة "سيتي ليمتس" اللندنية. [15][16]

نقد المصطلح والموسيقى 
في عام 1989، حاول الموسيقي البريطاني بيتر غابرييل معالجة بعض الإشكاليات في صناعة موسيقى العالم عبر تأسيس شركة "ريل وورلد ريكوردز". كان الهدف تقديم منصة أكثر إنصافًا للموسيقى غير الغربية، بعيدًا عن الاستغلال التجاري الصرف. وانتجت الشركة الوثائقي الأول في العام نفسه 1989 ووثائقي آخر عام 2020 بمناسبة مرور 30 عام على إقامة الشركة.[25] ونرى في الوثائقيين كيف يتم جلب موسيقيين من ثقافات مختلفة إلى استوديوهات إنجليزية فاخرة، لكن النتيجة غالبًا ما تكون نسخة "مغربة" من موسيقاهم، حيث يتم التركيز على العناصر التي تثير فضول المستمع الغربي بينما يتم تنحية السياقات الثقافية العميقة جانبًا. 
هذه الممارسات أثارت أسئلة جوهرية كمثل من يملك الحق في تقديم هذه الموسيقى؟ وبأي معايير؟ وهل يمكن لموسيقي مالي مثلاً أن يحتفظ بأصالته الثقافية وهو يعزف في استوديو لندني، تحت إشراف منتج غربي، لجمهور غربي في الأساس؟
وفي هذا السياق واجه تلك الممارسات ومصطلح "موسيقى العالم" انتقادات لاذعة من نقاد ومفكرين، تحت عنوان وظاهرة "الاستشراق الموسيقي". ومع انتشار المصطلح، بدأت تظهر الأصوات الناقدة التي رأت في "موسيقى العالم" شكلاً جديداً من أشكال الهيمنة الثقافية. الباحث ستيفن فيلد يصف الموضوع بأنه تجريد الألحان من سياقاتها الثقافية العميقة وتحويلها إلى سلع استهلاكية للجمهور الغربي. [18]
وإشكالية أعمق تكمن في التوزيع غير العادل للمكاسب. فبينما تحقق الشركات الكبرى أرباحاً طائلة من تسويق هذه الموسيقى، نادراً ما يصل جزء عادل من هذه الأرباح إلى الفنانين الأصليين والمجتمعات التي أنتجت هذه الفنون أصلاً. .“The Lions Sleep Tonight” ومثال صارخ على ذلك هي أغنية  
وهنا تطفو بقوة قضية الاستيلاء الثقافي، حيث حققت هذه الأغنية ملايين الدولارات لشركات تسجيل غربية في حين بقيت عائلة الموسيقي الإفريقي الزولوي سولومون ليندا تعيش في فقر مدقع رغم أن هذا اللحن ينسب اليه الى عام 1939. وأشار تقرير من اليونيسكو صادر في عام 2018 بأن أقل من 3 بالمئة من عائدات "موسيقى العالم" تعود الى الفنانين من جنوب العالم. [10][11][20][26]
وإشكالية أخرى أخيرة هو أن المصطلح يضع موسيقى متطورة وغنية ومركبة مثل الموسيقى الهندية الكلاسيكية في سلة واحدة مع فنون شعبية بسيطة، فقط لأنها جميعاً "غير غربية". واجه العديد من الفنانين هذا التصنيف بطرق مختلفة, ففي نيجيريا، أصر فيلا كوتي على تسمية موسيقاه بـ “الأفروبيت" ورفض تصنيفها ضمن "موسيقى العالم"، معتبراً أن هذا المصطلح يمحو الخصوصية الثقافية لموسيقاه. في بنين، انتقدت أنجيليك كيدجو المصطلح لكونه يقلل من قيمة الفن الأفريقي ويقدمه كظاهرة غريبة بدلاً من اعتباره فناً قائماً بذاته. في هذا السياق راجع ظاهرة الاستشراق التي كتب عنها المفكر ادوارد سعيد. [13]

موسيقى العالم كأداة احتجاجية
استطاع العديد من الفنانين تحويل "موسيقى العالم" إلى أداة مقاومة سياسية وثقافية وأيضا لحفظ التراث الموسيقي المهدد بالاندثار. في نيجيريا، حول فيلا كوتي موسيقى الأفروبيت إلى سلاح ضد الديكتاتورية العسكرية، حيث كانت حفلاته تتحول إلى مساحات احتجاج جماهيري. في جنوب أفريقيا، كانت أغاني ميريام ماكيبا وهيو ماسيكيلا جزءًا لا يتجزأ من النضال ضد نظام الفصل العنصري. وفي الجزائر، مثلت موسيقى الراي صوت جيل كامل من الشباب المتمرد على القيود الاجتماعية والسياسية في تسعينيات القرن الماضي.[22] وأمثلة أخرى على ذلك:
جيلبرتو جيل في البرازيل وتعزيز الهوية البرازيلية عن طريق موسيقى السامبا, نصرت علي خان والموسيقى الصوفية وموسيقى الجملان في إندونيسيا من أدل الحفاظ على التراث الجاوي.
اليوم، في عصر العولمة الرقمية، تظهر فرص جديدة لكنها تأتي مع تحديات غير مسبوقة. من ناحية، تتيح منصات مثل باند كامب وساوند كلاود للفنانين الوصول مباشرة إلى جمهور عالمي دون وساطة الشركات الكبرى. فنانو "الأفروبوب" الجدد مثل بورنا بوي من غانا أو أنجيلكي كيدي من السنغال يستفيدون من هذه الإمكانيات ليقدموا موسيقاهم بشكل أكثر استقلالية. لكن من ناحية أخرى، تبقى هيمنة المنصات الغربية الكبرى مثل سبوتيفاي وآبل ميوزيك مشكلة كبرى. الخوارزميات التي تتحكم في هذه المنصات غالبًا ما تفضل الأنماط الموسيقية التي تتناسب مع أذواق الجمهور الغربي، مما يخلق ضغوطًا على الفنانين لتعديل موسيقاهم بما يتناسب مع هذه الأذواق. [23]